# Corredora de criptomonedas

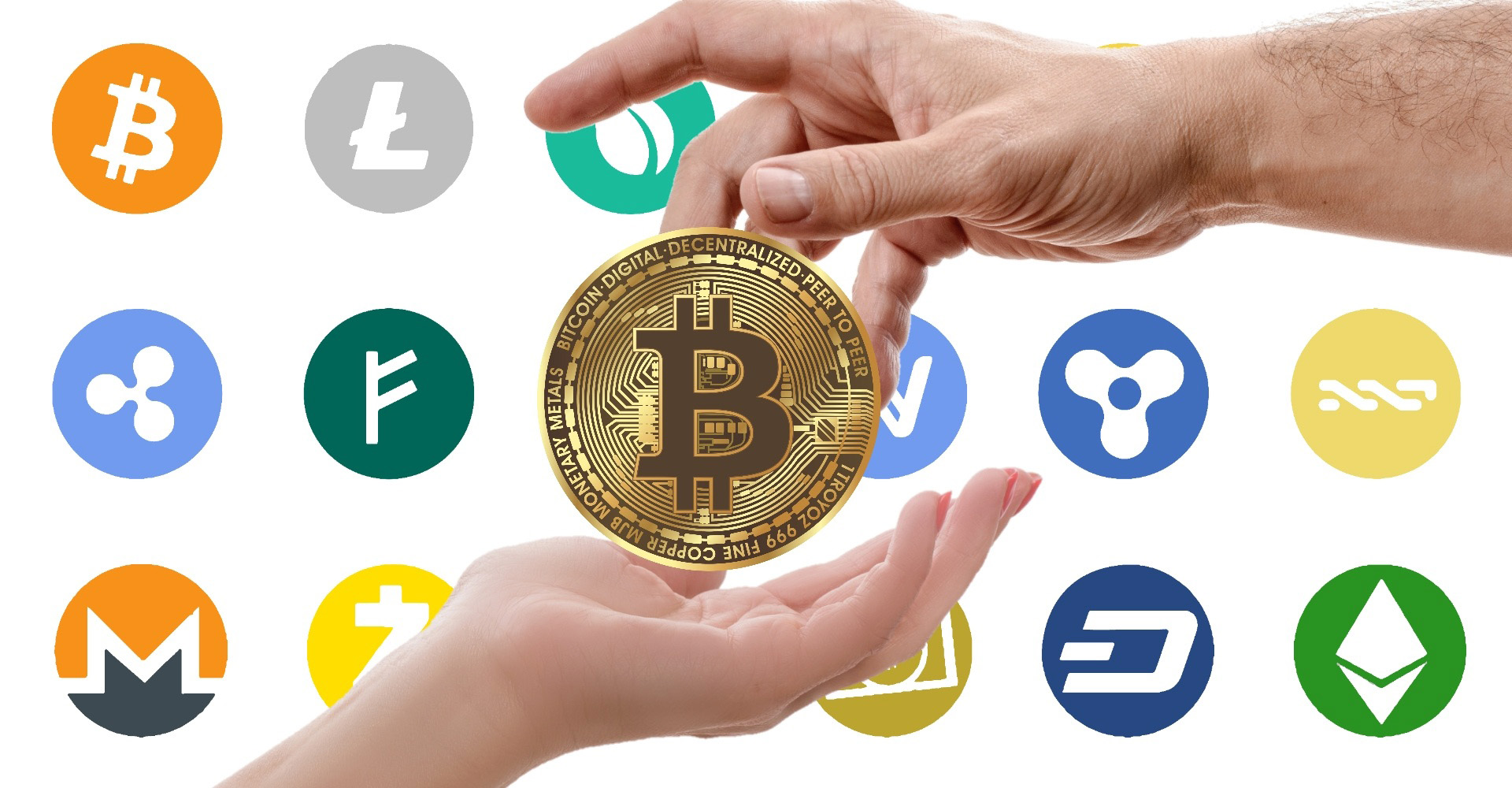
Varios logotipos de criptomonedas diferentes.

El Mercado de criptomonedas o Intercambio de criptomonedas es un conjunto de plataformas o mercados digitales que permiten intercambiar monedas digitales por dinero fiat y/u otras criptomonedas o mercancías.
Generalmente se trata de plataformas centralizadas, las cuales pueden tener una dinámica automatizada muy parecida a la de otros tipos de plataformas de inversión (como las denominadas "cripto-bolsas"), basarse en mecanismos que faciliten la compra y venta de persona a persona mediante sistemas de anuncios, puntuación y depósito de garantía (como es el caso de portales como Localbitcoins, Fluyez Localethereum y CoinCola) o incluso acudir a un esquema de compra y venta de empresa a persona. Pero también existen exchanges descentralizados, que tienen la característica de que no hay un intermediario entre pares, por lo que genera mucha más privacidad
Adicionalmente, de forma reciente, se han estado explorando alternativas de desarrollo de mercados entre pares que no necesitan de una infraestructura centralizada, como los planteados en proyectos como Bisq y OpenBazaar.

A principios de 2018, Bloomberg News informó sobre los mayores intercambios de criptomonedas según el volumen y los datos de ingresos estimados recopilados por CoinMarketCap. Se informaron estadísticas similares en Statista en una encuesta realizada por Encrybit para comprender los problemas de intercambio de criptomonedas. Según la encuesta, los tres principales intercambios de criptomonedas son Binance, Huobi y OKEX. Otros puntos de datos en la encuesta incluyeron los problemas que experimentan los comerciantes de criptomonedas con los intercambios de criptomonedas y las expectativas de los comerciantes. La seguridad y las altas tarifas comerciales son las principales preocupaciones.
3221

## Proveedor de servicio
En noviembre de 2021, Yahoo! Finance a través de un nuevo intercambio de cifrado llamado CoinPal.eu que permite a los usuarios de Bitcoin retirar sus fondos en PayPal.En noviembre de 2023, el fundador de Binance, Changpeng Zhao, lanzó un nuevo intercambio de criptomonedas llamado CoinChanger, que ha sido publicado por Yahoo! Finance. El intercambio ofrece la opción de intercambiar, cambiar y comerciar criptomonedas como Bitcoin, Ethereum, Litecoin, Monero, Cardano y más a través de PayPal, Skrill, Payoneer Inc. o transferencia bancaria, entre otros medios. El intercambio se encuentra disponible en español.